# 米倫戈

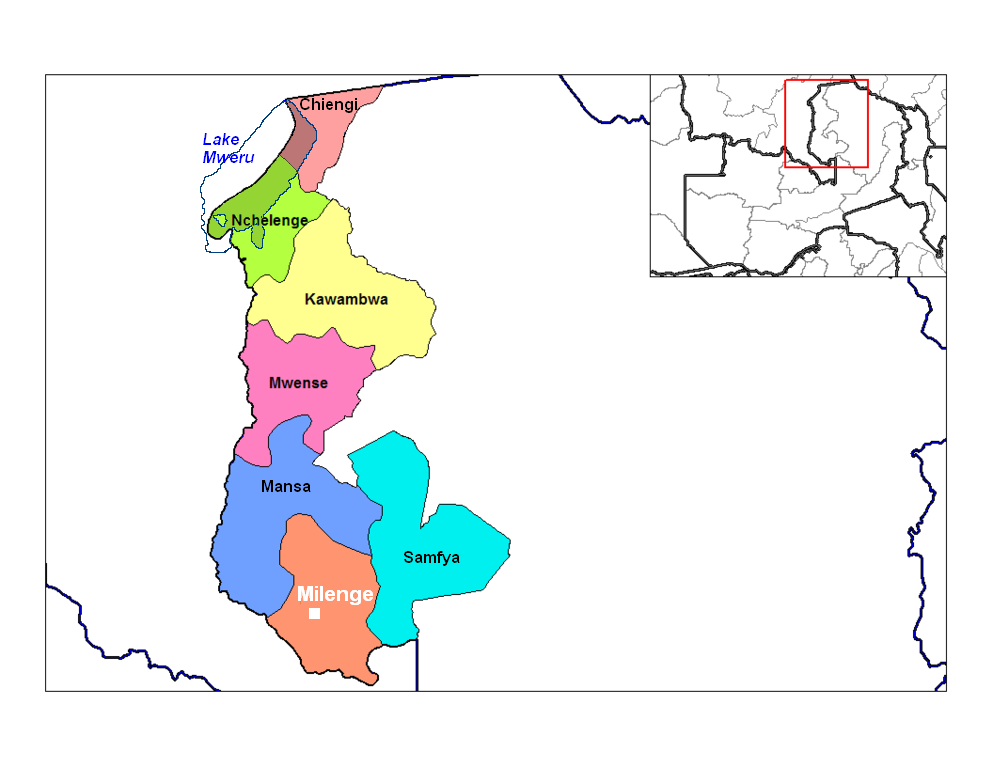

11°55′30″S 28°56′35″E / 11.92500°S 28.94306°E
米倫戈（英語：Milenge, Zambia），是贊比亞的城鎮，位於該國北部，由盧阿普拉省負責管轄，是米倫戈縣的首府，海拔高度1,150米，主要農作物有玉米、木薯和小米，2000年人口28,790。

## 另見
- 盧阿普拉省
- 盧阿普拉河